# Audrey Fleurot
Audrey Fleurot (Mantes-la-Jolie, 6 de julho de 1977) é uma atriz francesa que já apareceu no cinema francês e programas de televisão.
Estreou no cinema em 2008. Em 2011, interpretou Magalie em Intouchables, dirigido por Olivier Nakache e Eric Toledano.